# 伊東線
伊東線（いとうせん）は、静岡県熱海市の熱海駅と同県伊東市の伊東駅を結ぶ、東日本旅客鉄道（JR東日本）の鉄道路線（幹線）である。

## 概要
熱海から伊豆半島東岸を走り伊東に至る路線である。熱海駅では東海道本線と東海道新幹線に接続し、また伊東駅以南では当路線を延長する形で伊豆急行線が伊豆半島南部の下田まで延びており、直通運転が行われている。東京方面から東海道本線を経由して多くの特急列車が乗り入れ、観光路線としての役割を担う。
0キロポストは来宮駅に置かれているが、正式な起点は、線路名称上の起点である熱海駅となっている。東海道本線が熱海駅 - 来宮駅間で併走し、来宮駅の信号設備も使用するが、営業上は東海道本線に来宮駅は存在しない。
日本国有鉄道（国鉄）の路線として初めて列車集中制御装置 (CTC) を導入した線区である。
伊豆多賀駅 - 網代駅間のカーブはほとんど半径300 - 400メートルである。また宇佐美駅 - 伊東駅間は山地が迫る海岸沿いを走る。全線の約3割がトンネル区間だが、沿線は伊豆半島特有の軟弱地層のため、大雨が降ると土砂崩れの危険性が高く、しばしば運転見合わせになることがある。
当線の来宮駅 - 伊東駅間は単線ながら全駅で行き違い可能となっているが、ほとんどY字分岐のため進入時に減速を余儀なくされる。先に普通列車が停車していても、通過する特急列車が運転停車することが多い。
旅客営業規則の定める大都市近郊区間の「東京近郊区間」、およびIC乗車カード「Suica」の首都圏エリアに含まれている。路線記号はJTで、駅番号は東海道線からの続番となる。
静岡県内を通るJR線で、唯一県内で完結する路線でもある。また静岡県内でJR東日本が管轄しているのは、東海道本線の丹那トンネル以東と当路線のみである。東海地方にある路線や駅でJR東海が管轄していないのは、在来線の熱海駅とこの伊東線、三重県内の関西本線非電化区間（亀山駅以西：JR西日本が管轄）のみである。

### ラインカラー
旅客案内で使用される本系統のラインカラーは媒体によって2通り存在している。
東京近郊路線図（現在の路線ネットワーク）では、東海道線の延長的な扱いとしてオレンジ（■）を使用している。一方、各駅に掲示される運賃表や、スマートフォン向けサイト「JR東日本アプリ」においては、緑（■）を使用しており、駅名標についても前述の駅番号を導入する一方で帯の中央のラインカラーが緑に統一された。駅構内の旅客案内では、両方のラインカラーによる表現が混在しているが、路線記号以外に限れば、熱海駅や伊東駅のように後者の緑に統一された駅もある。

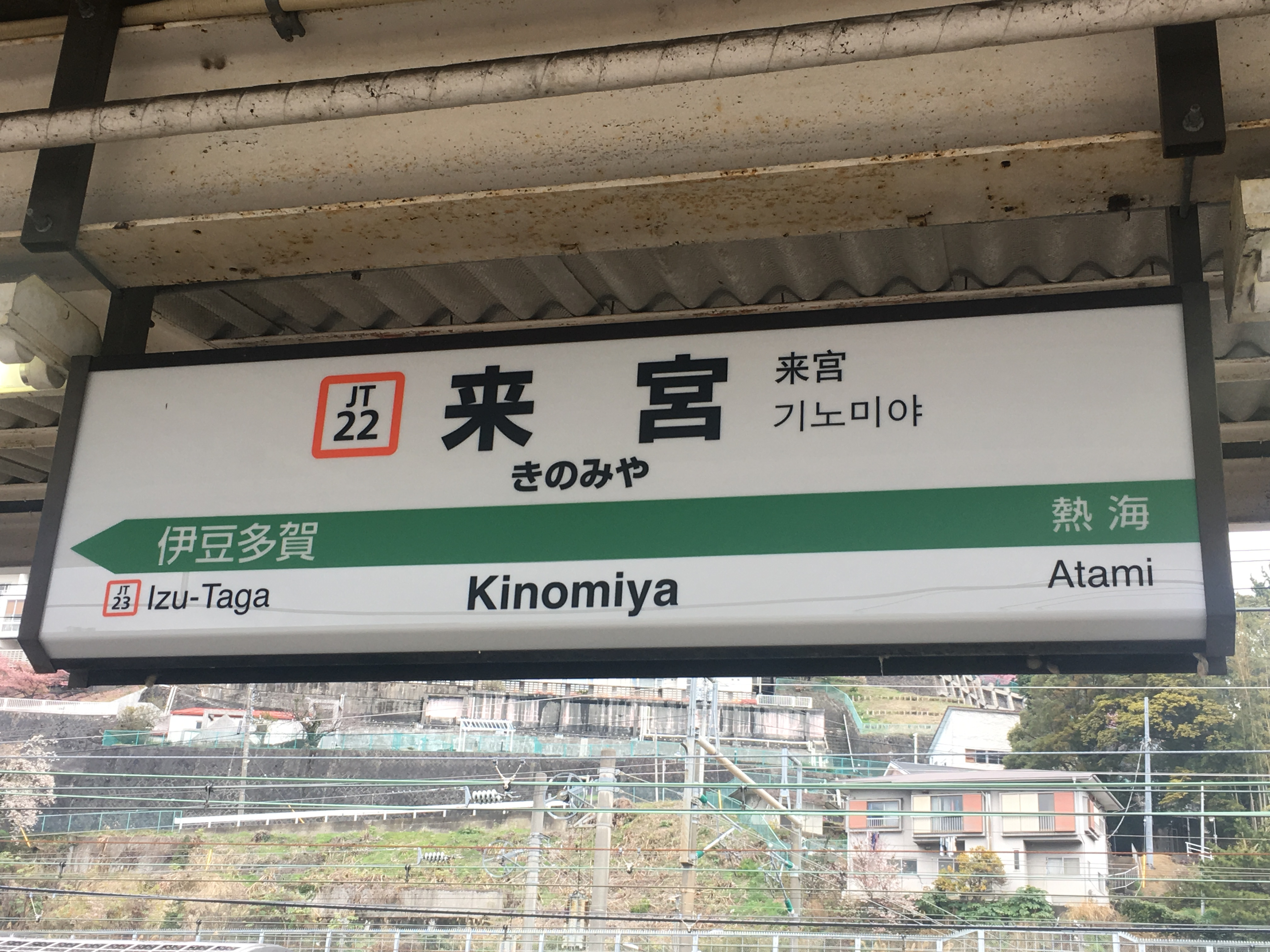
来宮駅の駅名標 路線記号のカラーは東海道本線と同一であるが、中央の帯は緑一色となっている。
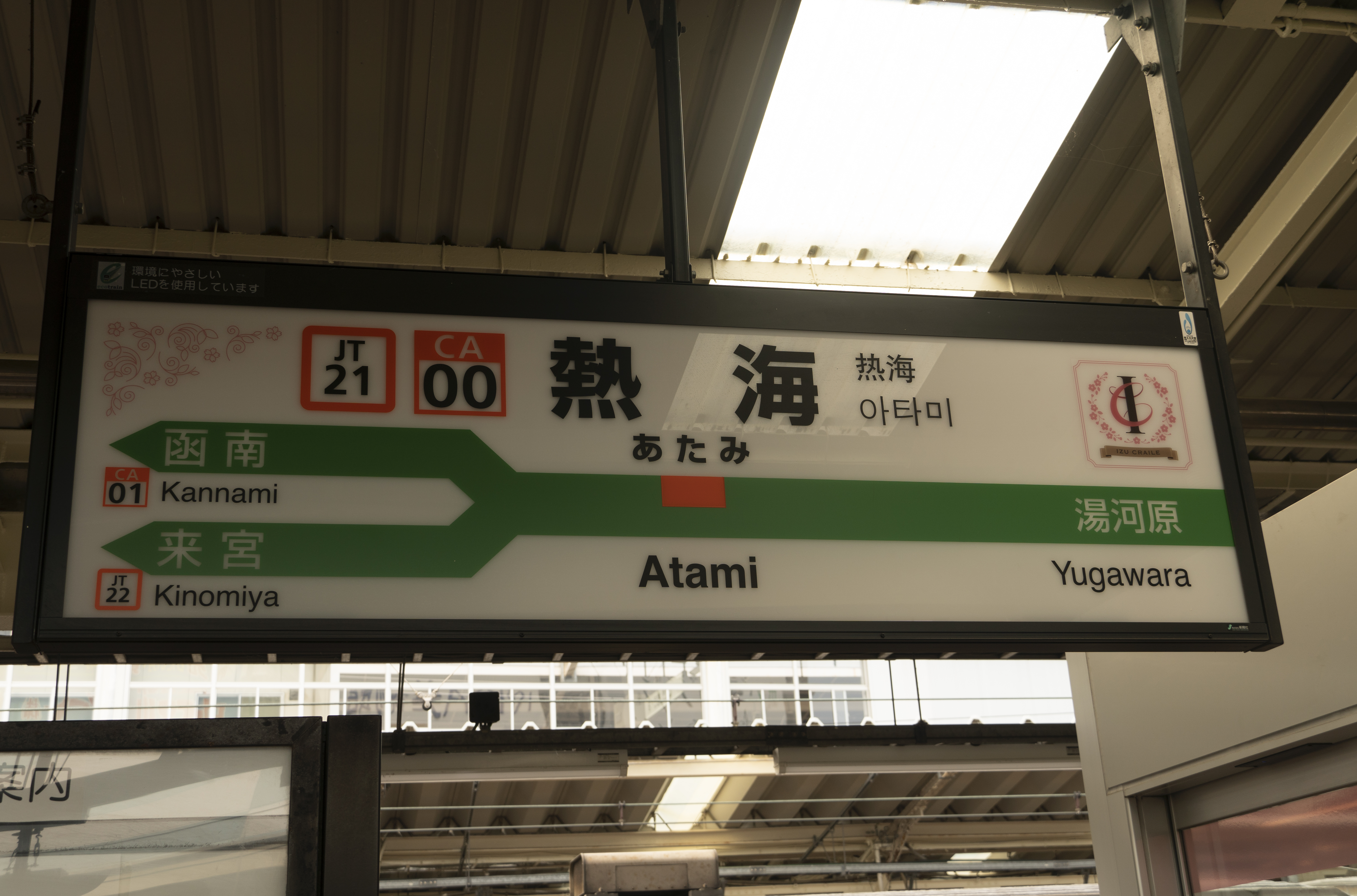
熱海駅の駅名標 帯の中央のラインカラーにおいて、東海道本線と伊東線を区別している事例。

### 路線データ
- 管轄：東日本旅客鉄道（第一種鉄道事業者）・日本貨物鉄道（第二種鉄道事業者）
- 路線距離（営業キロ）：16.9 km
- 軌間：1,067 mm
- 駅数：6（起終点駅含む）
  - 伊東線所属駅に限定した場合、東海道本線所属の熱海駅[2]が除外され、5駅となる。
- 複線区間：熱海駅 - 来宮駅間（1968年完成）
- 電化区間：全線（直流1,500 V・架空電車線方式）
- 閉塞方式：自動閉塞式
- 保安装置：ATS-P[1]
- 最高速度：95 km/h
- 運転指令所：熱海CTC
  - 準運転取扱駅（入換時は駅が信号を制御）：熱海駅・来宮駅・伊東駅
- 最長トンネル：新宇佐美トンネル (2,941 m)

全区間が横浜支社の管轄となっている。

## 歴史
改正鉄道敷設法別表第61号で定められた「静岡県熱海ヨリ下田、松崎ヲ経テ大仁ニ至ル鉄道」の一部である。元々は熱海駅と下田町（現：下田市）の間を複線で結ぶ計画であったが、濱口雄幸の緊縮財政政策により、熱海駅 - 伊東駅間のみが単線で建設されることになった。伊豆半島独特の海岸に山が迫る険しい地勢、断層・軟弱地層などで開通には苦労を要した。掘削時に温泉が湧出した宇佐美トンネルなどの掘削技術は同時期の清水、丹那トンネルなどにフィードバックされた。
1938年（昭和13年）に熱海駅 - 伊東駅間が全線電化で開通した。観光路線として全通するとすぐに東京駅からの直通列車の運転が開始されている。1961年（昭和36年）には伊東駅 - 伊豆急下田駅間を結ぶ伊豆急行線が開業し、同線との直通運転も開始された。当時は伊東駅に田町電車区伊東支区があり、同駅にて増解結を行っていた。2003年（平成15年）に小野田線で最後の運用が終了したクモハ42001も1950年代に伊東線で運用されていたことがある。
国鉄時代より複線化計画があったが、熱海駅 - 来宮駅間の線増（複線化）、新小山トンネル、新宇佐美トンネルの建設、線路切替、網代駅 - 宇佐美駅間の路盤改良工事のみを実施したところで凍結された。再整備して使用する計画であった旧宇佐美トンネル等は放置された。地元で複線化の構想が長年続いたが、2003年（平成15年）に伊東複線化期成同盟会は解散した。

### 年表
- 1935年（昭和10年）3月30日：熱海駅 - 網代駅間 (8.7 km) が開業。来宮駅・伊豆多賀駅・網代駅が開業。
- 1938年（昭和13年）12月15日：網代駅 - 伊東駅間 (8.2 km) が延伸開業し全通。宇佐美駅・伊東駅が開業。
- 1958年（昭和33年）
  - 5月11日：来宮駅 - 伊東駅間で列車集中制御装置 (CTC) の試運用を開始[4]。
  - 5月20日：来宮駅 - 伊東駅間でCTCの本運用を開始[4]。
- 1961年（昭和36年）12月10日：伊豆急行線開業により、同線との直通運転を開始。
- 1968年（昭和43年）9月9日：熱海駅 - 来宮駅間の東海道本線が新線に移ったため、旧線（複線）が伊東線専用となる。
- 1984年（昭和59年）2月1日：全線の貨物営業廃止。
- 1985年（昭和60年）2月25日：老朽化した CTC 装置を取替使用開始。
- 1987年（昭和62年）4月1日：国鉄分割民営化によりJR東日本が継承。JR貨物が全線の第二種鉄道事業者となる（全線の貨物営業再開。ただし、伊豆急行への車両搬入出時に限る）。
- 1996年（平成8年）10月1日：横浜支社の発足に伴い、全線の管轄がこれまでの東京地域本社（現在の首都圏本部）から横浜支社に変更される。
- 2004年（平成16年）11月下旬：ATS-SNからATS-Pへ更新。
- 2013年（平成25年）8月19日 ： 熱海駅・伊東駅で、始発列車について半自動ドアの通年運用を開始する[5]。
- 2015年（平成27年）3月8日：熱海駅と伊東駅を除くすべての駅が無人化。無人駅化に合わせ「駅遠隔操作システム」導入。
- 2026年（令和8年）7月1日（予定）：支社制から事業本部制への再編に伴い、全線の管轄がこれまでの横浜支社から湘南伊豆事業本部に変更される[6]。

## 運行形態
熱海駅から東海道線（東京方面）と、伊東駅から伊豆急行線（伊豆急下田方面）とそれぞれ直通運転を行っている。
なお、当線での貨物列車は伊東駅発着の甲種車両輸送列車が稀に運行されるのみであり、定期列車の設定はない。

### 特急列車
当線を介して東海道本線と伊豆急行線を直通運転する特急「踊り子」4往復（土休日は6往復）、「サフィール踊り子」1往復が運行されている。かつては特急「スーパービュー踊り子」も定期運行されていたが、2020年で運行終了となった。

### 普通列車

#### 伊東線内および伊豆急行線直通列車
早朝と夜間は熱海駅 - 伊東駅間の折り返し運行となるが、それ以外の時間帯は伊豆急行線へ直通運転を行う。
東海道線との直通列車以外は伊東線内の折り返し列車を含む全ての普通列車が伊豆急行所属の車両で運行されている。なお1988年時点では、同社の2100系を使用する普通列車には車両愛称と同じ「リゾート21」の列車名を付与していた。

#### 東海道線直通列車（上野東京ライン）
東海道線直通列車は、2025年現在1日4往復が運行されており、上野東京ラインとして東京駅から東北本線（宇都宮線）・高崎線に直通している。また東海道線直通列車には全てグリーン車が連結されている。かつては日中にも東海道線直通列車が設定されていたが、2012年3月17日のダイヤ改正で大幅に減便されたことで、現在では夕方以降の直通が中心となっている。東海道線東京方面から直通する普通列車は伊東駅までの運転で、伊豆急行線へは定期列車・臨時列車ともに直通していない。

## 使用車両
当路線はJR東日本の路線であるが、同社の車両は東海道線と直通運転を行う特急列車・普通列車のみで運用され、それ以外の列車は伊東線内完結の普通列車を含め伊豆急行の車両で運用される。

### 現在の車両
すべて電車で運転されている。特記なければJR東日本の車両。
- 特急列車
  - E257系（大宮総合車両センター所属） - 特急「踊り子」で運用されている。
  - E261系（大宮総合車両センター所属） - 特急「サフィール踊り子」で運用されている。
- 普通列車
  - E231系（国府津車両センター・小山車両センター所属）
  - E233系（国府津車両センター・小山車両センター所属）
  - 2100系（伊豆急行伊豆高原電車区所属）
  - 8000系（伊豆急行伊豆高原電車区所属）
  - 3000系（伊豆急行伊豆高原電車区所属）

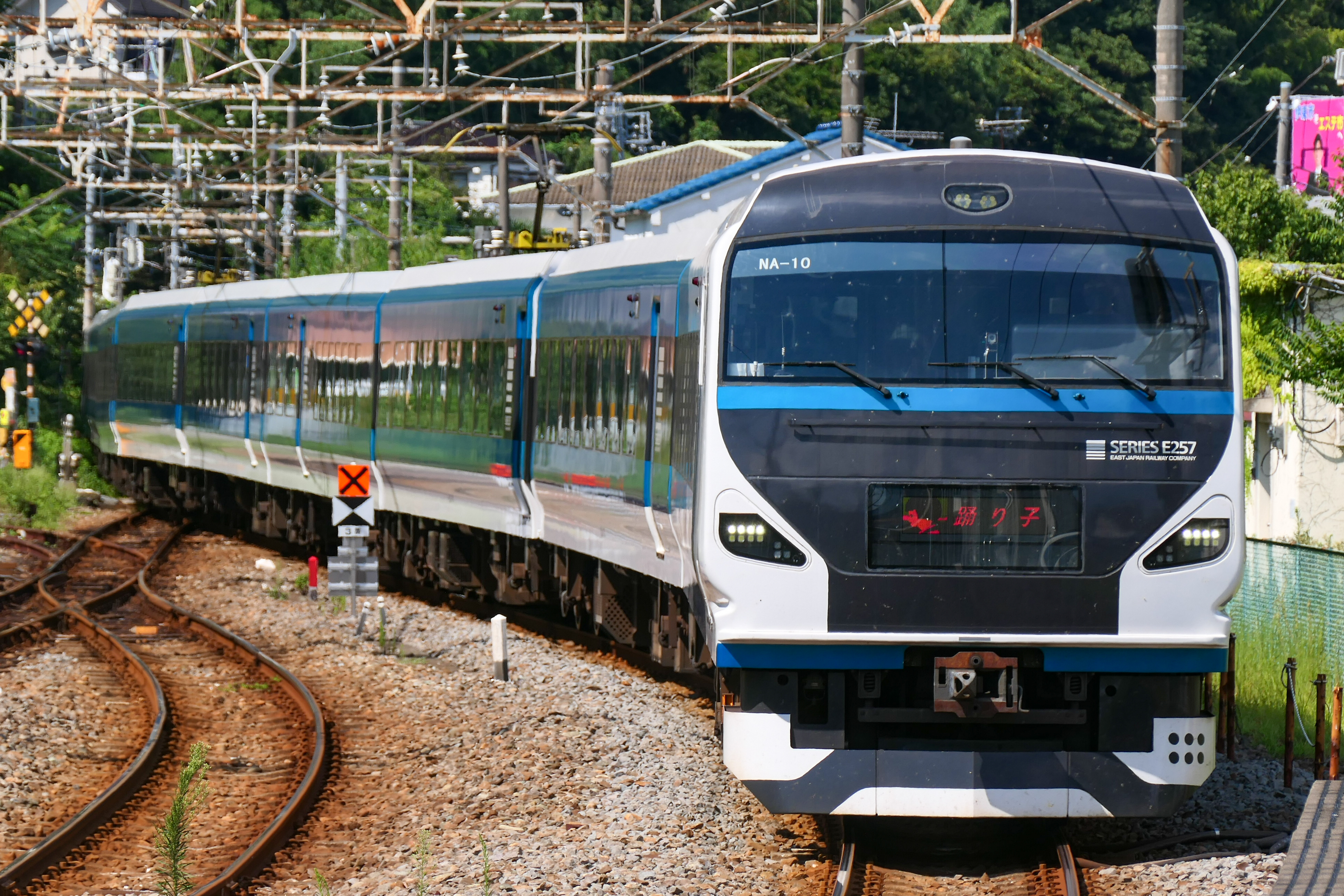
E257系2000番台
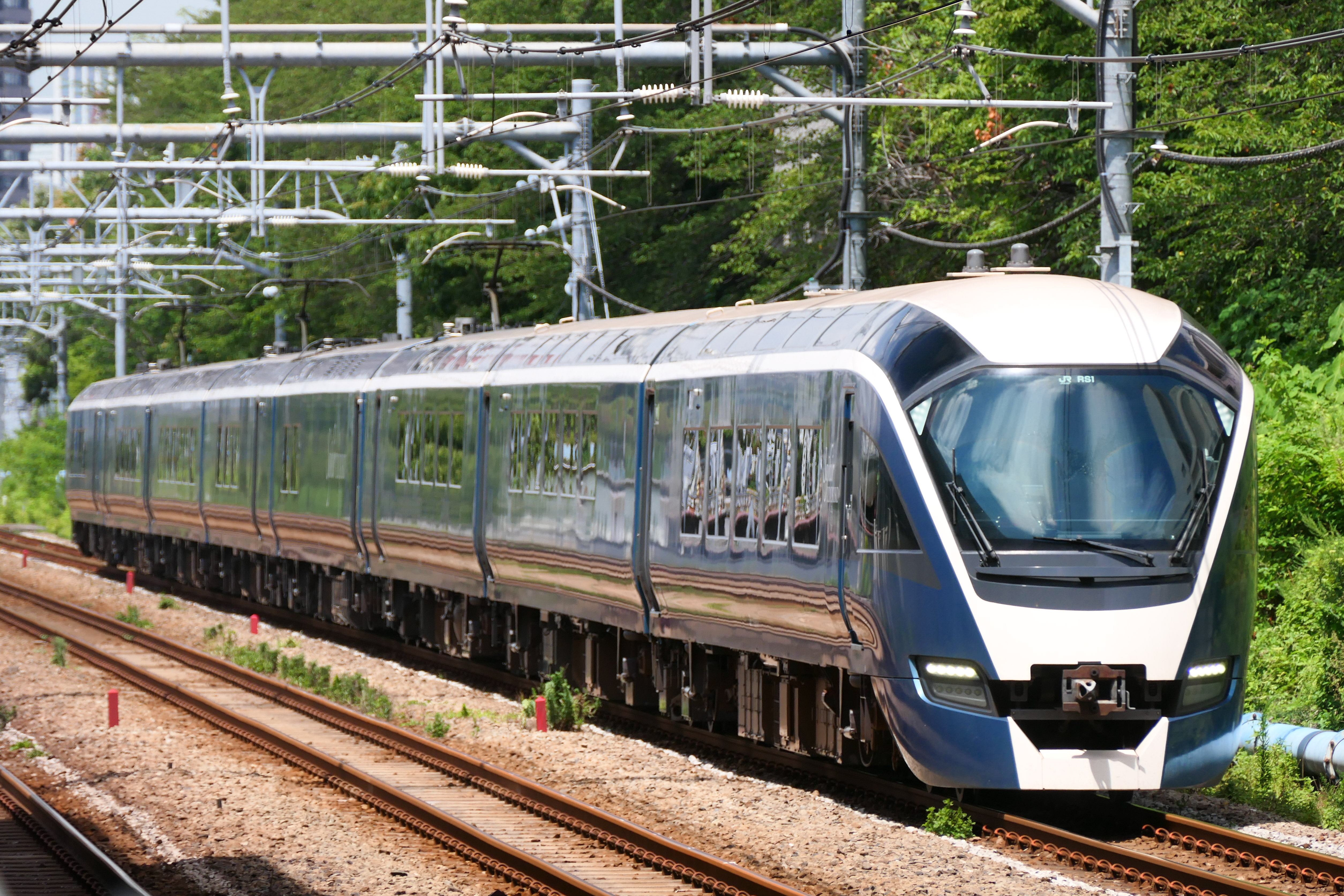
E261系
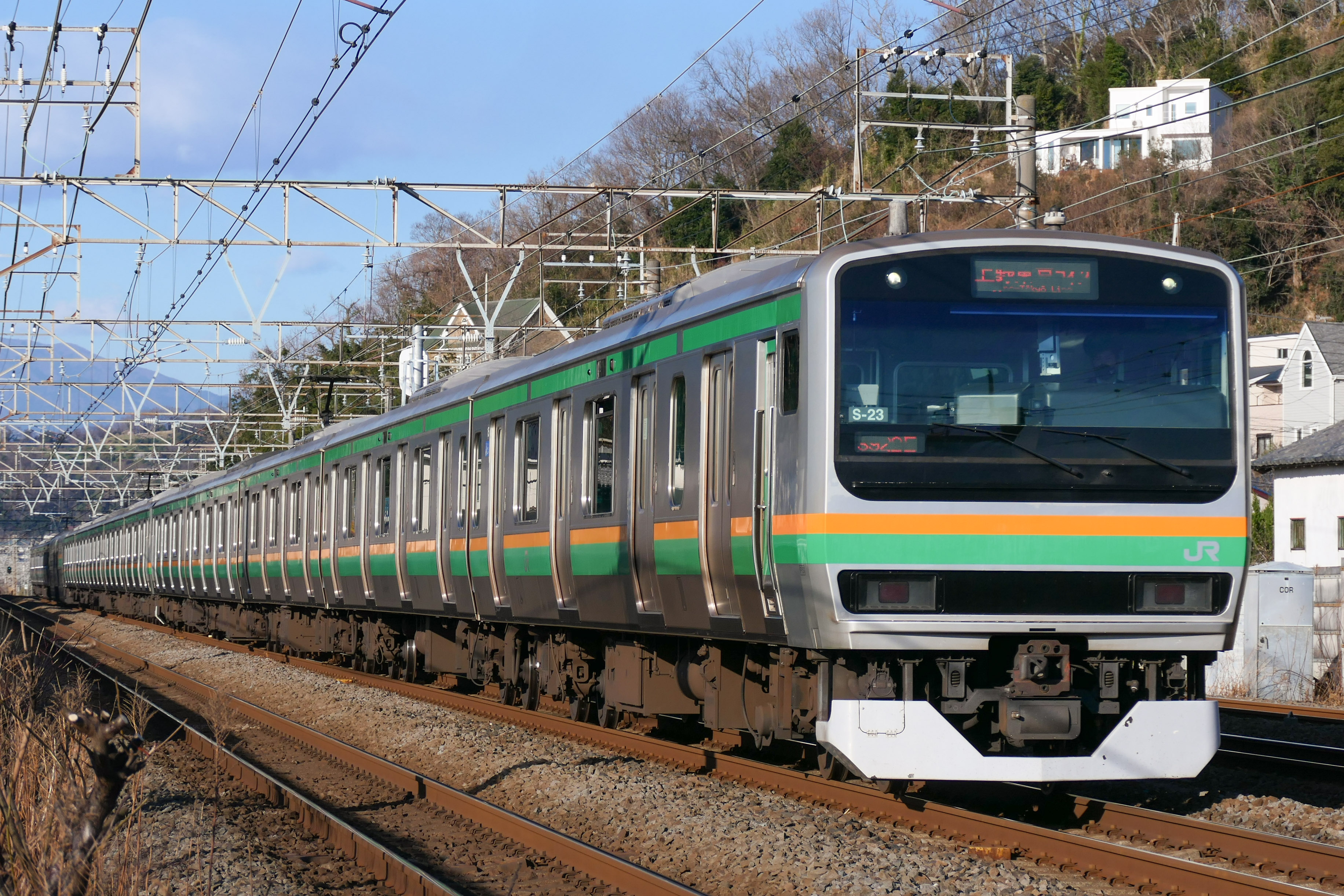
E231系1000番台
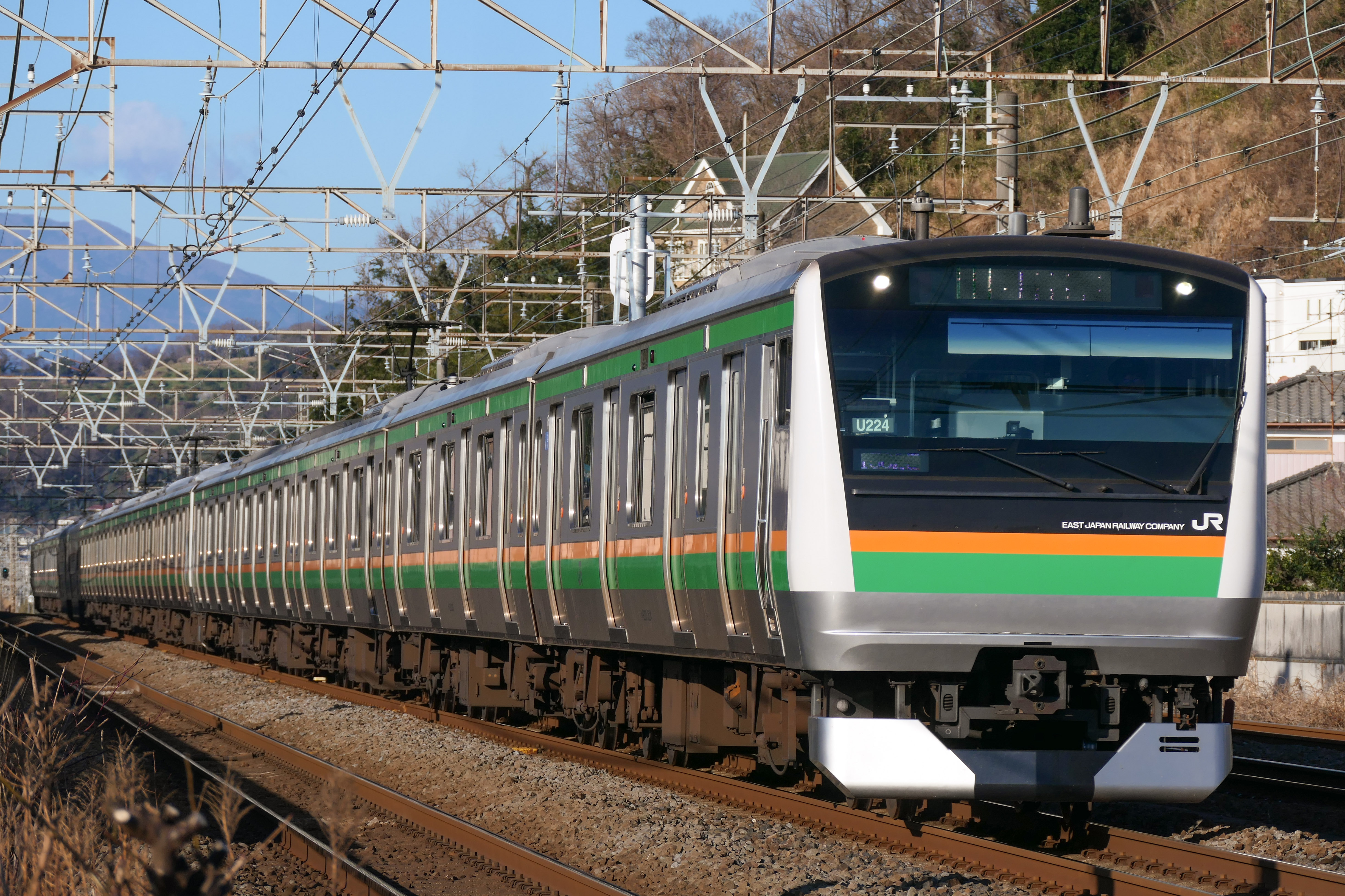
E233系3000番台
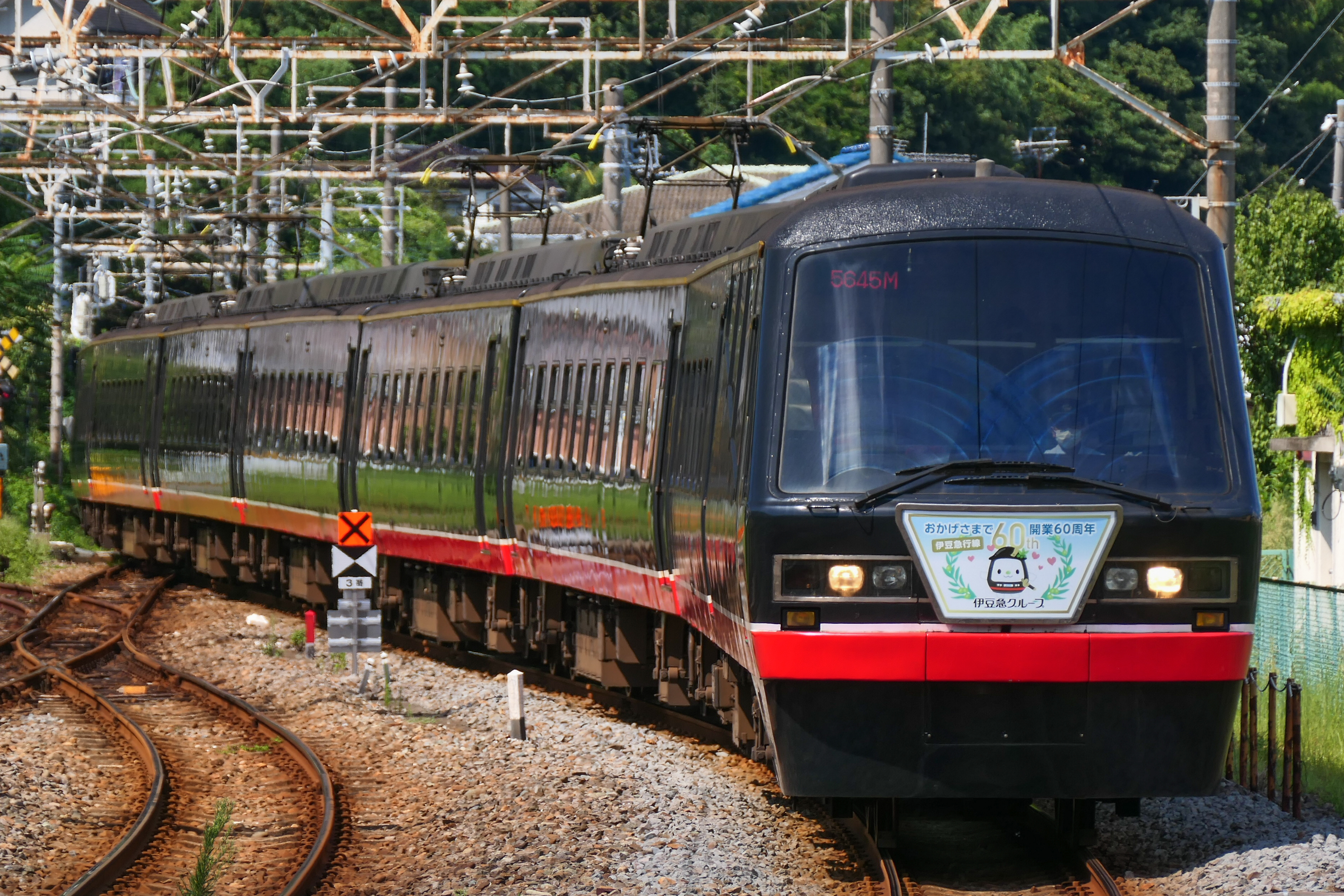
伊豆急行2100系
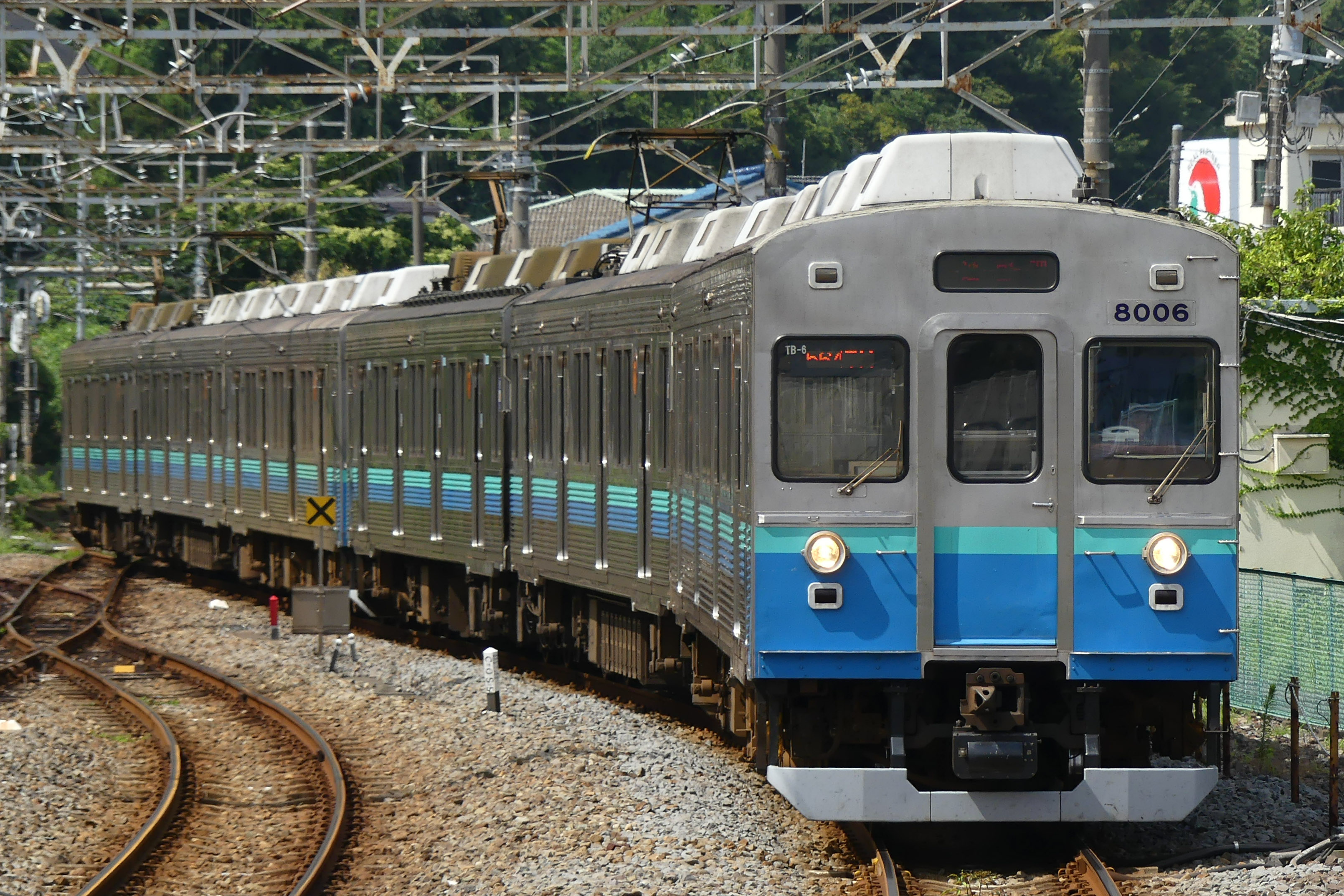
伊豆急行8000系
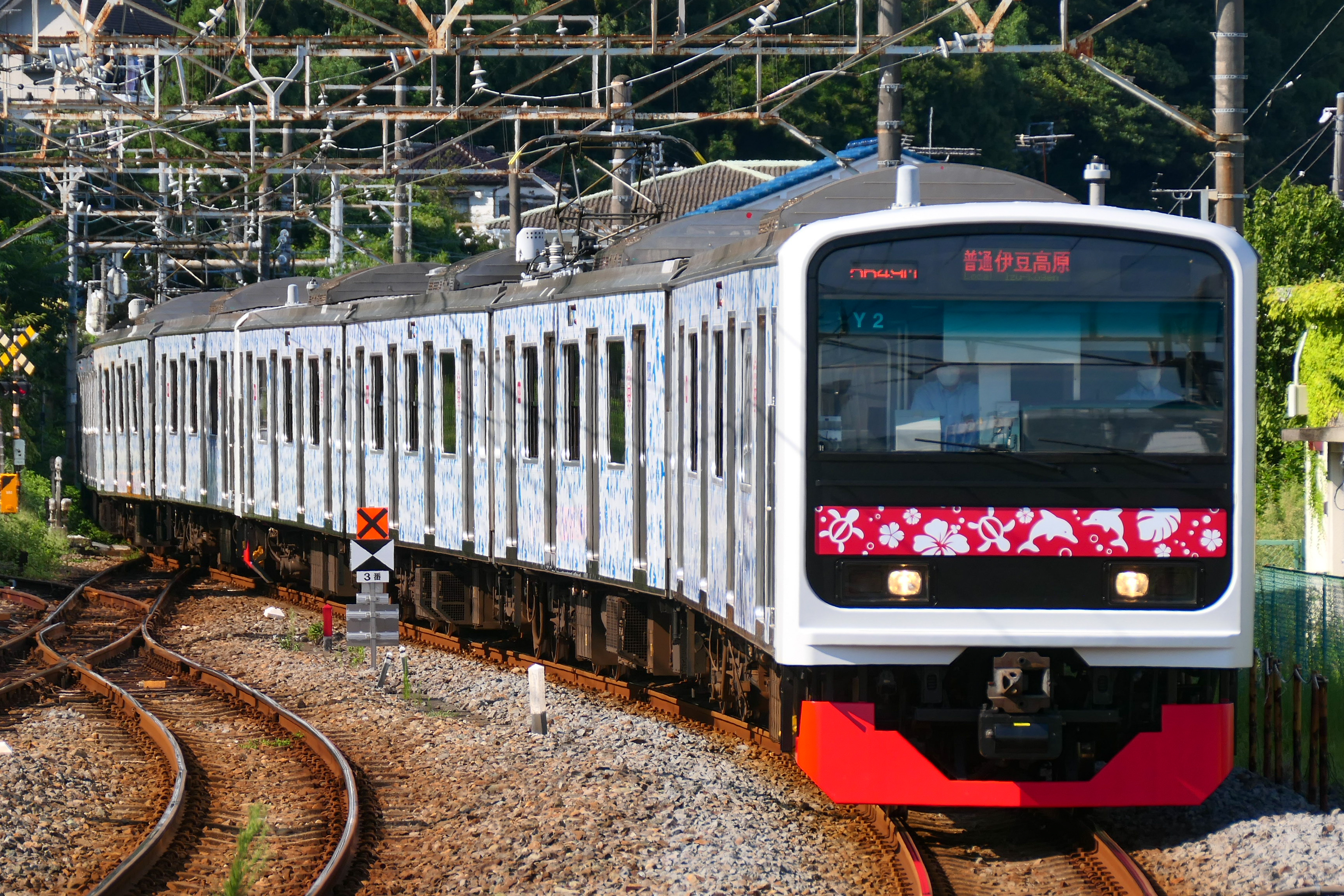
伊豆急行3000系

### 過去の車両
特に記述なければ普通列車用。下記以外にもさまざまな車両が団体列車や臨時列車でこれまでに入線している。
所属車両基地は運用当時の名称で、→は運用期間中に転属があったもの。田町電車区・田町車両センターは現・東京総合車両センター田町センター、勝田電車区は現・勝田車両センター、新前橋電車区は現・高崎車両センター。
- 電車
  - 185系（大宮総合車両センター所属） - 特急「踊り子」など
  - 211系（田町車両センター所属）
  - 113系（大船電車区→国府津車両センター・田町電車区・JR東海静岡車両区所属）
  - 183系（田町電車区所属） - 特急「あまぎ」「踊り子」
  - 251系（大宮総合車両センター所属） - 特急「スーパービュー踊り子」
  - 651系（国府津車両センター所属） - 観光列車「伊豆クレイル」
  - 451系・453系（勝田電車区所属） - 急行「常磐伊豆」
  - 167系（田町電車区所属） - 急行「伊豆」「おくいず」など
  - 165系（田町電車区・新前橋電車区所属） - 準急・急行「湘南日光」・急行「伊豆」
  - 157系（田町電車区所属） - 特急「あまぎ」・急行「伊豆」・準急「湘南日光」など
  - 155系（田町電車区所属） - 急行「伊豆」
  - 153系（田町電車区所属） - 準急・急行「伊豆」「いでゆ」など
  - 80系（田町電車区所属） - 準急「伊豆」「いでゆ」「おくいず」など
  - 70系（田町電車区→大船電車区所属）
  - 32系・40系・42系・72系
  - 200系（伊豆急行所属）
  - 100系（伊豆急行所属）

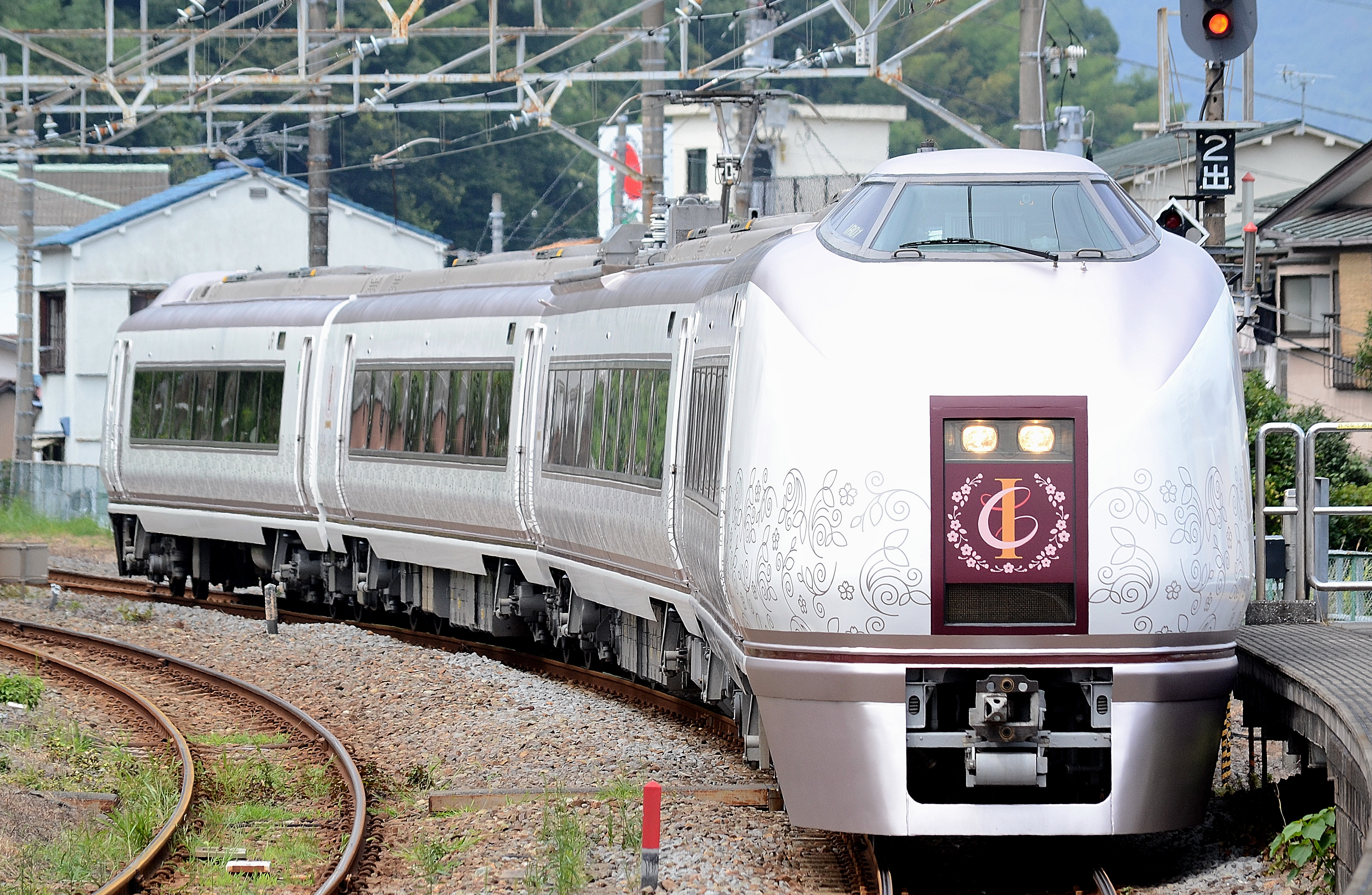
651系 伊豆クレイル
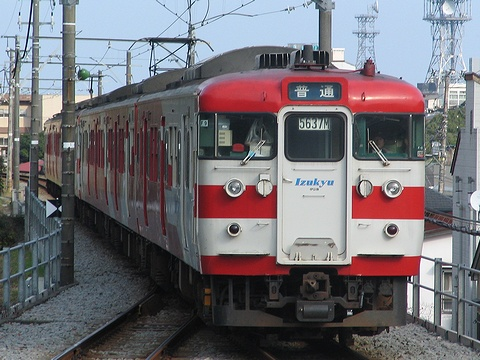
伊豆急行200系

## 駅一覧
- 全駅静岡県内に所在
- ◇：貨物取扱駅（定期貨物列車の発着なし）
- 停車駅
  - 普通：すべての駅に停車
  - 特急「踊り子」「サフィール踊り子」の停車駅は列車記事を参照。
- 熱海駅 - 来宮駅間は複線、それ以外の区間は単線。全駅で列車交換が可能。

| 駅番号 | 駅名       | 営業キロ | 営業キロ | 接続路線 | 所在地 |
| 駅番号 | 駅名       | 駅間     | 累計     | 接続路線 | 所在地 |
| ------ | ---------- | -------- | -------- | --- | ------ |
| JT 21  | 熱海駅     | -        | 0.0      | 東日本旅客鉄道： 東海道線（JT 21）（東京方面、直通あり） 東海旅客鉄道： 東海道新幹線・CA 東海道本線（CA00）（静岡方面） | 熱海市 |
| JT 22  | 来宮駅     | 1.2      | 1.2      | | 熱海市 |
| JT 23  | 伊豆多賀駅 | 4.8      | 6.0      | | 熱海市 |
| JT 24  | 網代駅     | 2.7      | 8.7      | | 熱海市 |
| JT 25  | 宇佐美駅   | 4.3      | 13.0     | | 伊東市 |
| JT 26  | 伊東駅◇    | 3.9      | 16.9     | 伊豆急行： 伊豆急行線（IZ01）（直通あり）                                                                               | 伊東市 |

熱海駅と伊東駅をのぞいて各駅とも無人駅（かつ2022年度の時点で、JR東日本自社による乗車人員集計の除外対象）である。

## 平均通過人員
各年度の平均通過人員（人/日）は以下のとおりである。
| 年度                   | 平均通過人員（人/日） | 出典   |
| 年度                   | 熱海 - 伊東           | 出典   |
| ---------------------- | --------------------- | ------ |
| 2011年度（平成23年度） | 16,329                | [ 9 ]  |
| 2012年度（平成24年度） | 16,843                | [ 9 ]  |
| 2013年度（平成25年度） | 16,940                | [ 9 ]  |
| 2014年度（平成26年度） | 16,816                | [ 9 ]  |
| 2015年度（平成27年度） | 16,903                | [ 9 ]  |
| 2016年度（平成28年度） | 16,749                | [ 10 ] |
| 2017年度（平成29年度） | 17,297                | [ 10 ] |
| 2018年度（平成30年度） | 16,907                | [ 10 ] |
| 2019年度（令和元年度） | 16,156                | [ 10 ] |
| 2020年度（令和02年度） | 9,344                 | [ 10 ] |
| 2021年度（令和03年度） | 10,515                | [ 11 ] |
| 2022年度（令和04年度） | 13,531                | [ 11 ] |
| 2023年度（令和05年度） | 14,633                | [ 12 ] |